# Emanuel Dyk
Emanuel Dyk (17. října 1852 Německá Bříza – 20. dubna 1907 Plzeň) byl český politik, poslanec Českého zemského sněmu a Říšské rady.

## Životopis
Vystudoval Karlovu univerzitu v Praze, kde roku 1883 získal titul doktora práv. Působil pak jako advokát v Plzni.
Už během vysokoškolských studií se přiklonil k mladočeské straně a v 80. letech byl jejím aktivistou na Plzeňsku. V západočeské metropoli založil Občanský klub a jeho tiskový orgán Plzeňský obzor. Od roku 1889 byl mladočeským poslancem Českého zemského sněmu za venkovské obce okresu Rokycany. Mandát zde obhájil v zemských volbách roku 1895. Ve volbách roku 1891 se stal poslancem Říšské rady (celostátní zákonodárný sbor), kde zastupoval kurii venkovských obcí, obvod Plzeň, Kralovice atd. Mandát obhájil za stejný okrsek i ve volbách roku 1897 a ve volbách roku 1901. Ve vídeňském parlamentu setrval do doby krátce před svou smrtí. V nekrologu se o něm mluví již jako o bývalém poslanci.
V rámci mladočeské strany patřil k radikálnímu křídlu. 14. června 1895 se zapojil do mladočeské obstrukce na Říšské radě proti projednávání berní reformy a po pět a půl hodiny nepřetržitě mluvil.
Počátkem roku 1907 byl přímo v budově plzeňského soudu při výkonu advokátní činnosti stižen záchvatem mrtvice, po dvou měsících upoutání na lůžko zemřel v dubnu 1907. Byl pochován v hrobce na plzeňském Ústředním hřbitově.